# Maison, 5 rue Jules-Migonney (Bourg-en-Bresse)
La maison du 5 rue Jules-Migonney est une maison située à Bourg-en-Bresse, dans le département de l'Ain, au 5 de la rue Jules-Migonney.

## Présentation
Les façades, les toitures et l'escalier à vis en pierre font l'objet d'une inscription au titre des Monuments historiques, depuis le 3 octobre 1983. 